# Slaveri i al-Andalus

Califato de Córdoba, ca 1000.

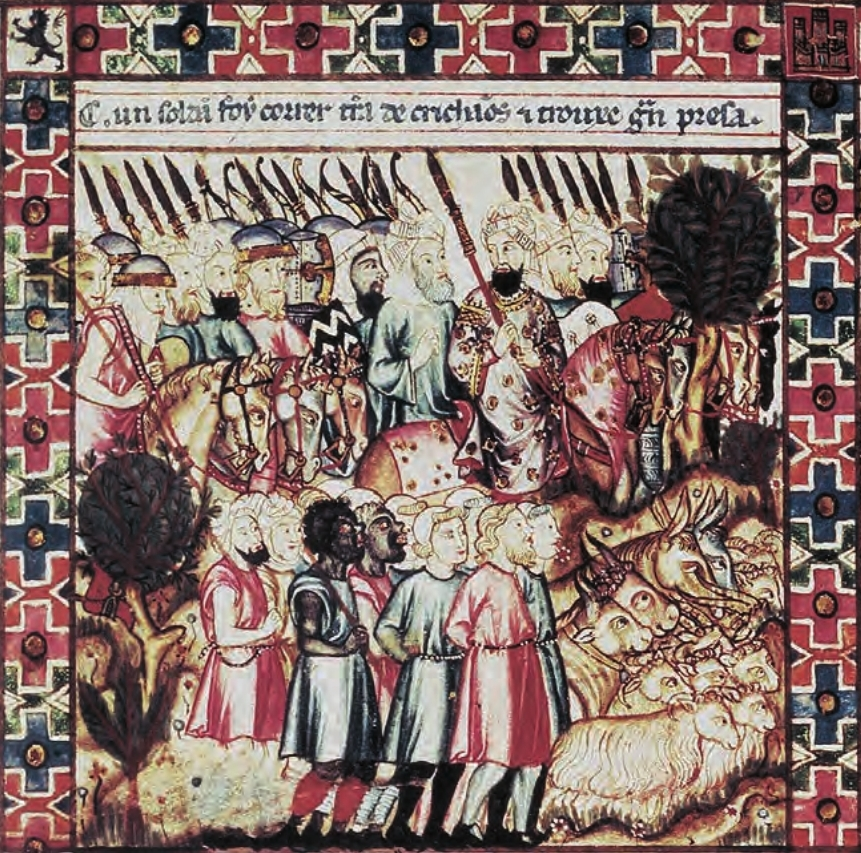
Slaviska och svarta slavar i Córdoba; illustration från Cantigas de Santa Maria.

Slaveri i al-Andalus syftar på det slaveri som ägde rum i de muslimska staterna i Al-Andalus i nuvarande Spanien och Portugal mellan 711 och 1492. Det inkluderar alla de islamiska riken som fanns i Al-Andalus, så som Emiratet i Córdoba (711–929), Kalifatet i Córdoba (929–1031), Almoraviderna (1085–1145), Almohaderna (1147–1238), emiratet Granada (1232–1492), samt de mindre furstendömena (taifa). 
al-Andalus fungerade som en destination för ett flertal olika slavhandelsleder. Slavar importerades från Västeuropa via Prag och Frankrike och via Irland; från Afrika via Transsahariska slavhandeln från Nordafrika; och från saracenernas sjöröveri på Medelhavet, utöver de krigsfångar som togs genom striderna mellan muslimer och kristna på den iberiska halvön. 
Slavmarknaden i al-Andalus hade en likartad efterfrågan på slavar som normalt i den muslimska världen, då kvinnor efterfrågades som antingen tjänare eller sexslavar, och män som antingen slavsoldater eller eunucker. Området hade samtidigt sin egen karaktäristik, då seden med förslavade kvinnliga artister blev prominent och många kvinnliga slavar fick fylla en rad olika roller, så som läkare; och de flesta slavsoldater var européer snarare än turkar eller afrikaner, som annars var det vanliga. 
al-Andalus spelade dock också en viktig roll som transitplats för slavhandeln till den övriga muslimska världen, då slavar som förts till dess inhemska slavmarknad också exporterades vidare till Mellanöstern.

## Slavhandel
Al-Andalus låg vid gränsen mellan den muslimska världen och den icke-muslimska världen, och utgjorde därför ett religiöst gränsland. Detta gjorde det också till ett centrum för slavhandel till den muslimska världen, på samma sätt som slavhandeln i Bukhara i den muslimska världens östra gränsland och Sahara i söder, och Al-Andalus importerade inte endast slavar till sin inhemska marknad, utan exporterade också slavar de importerade till resten av den muslimska världen.
Under 800-talet köpte judiska och muslimska köpmän hedniska slavar från Europa och kristna slavar från Spanien och transporterade dem vidare till Mellanöstern; dessa tillfångatogs i militära expeditioner och slavräder från det kristna Europas gränser mot hedniska riken i norr och öster, men också i gränsen mellan kristna och muslimska riken i Spanien. 
Den arabiska geografen Ibn Khurradadhbih att radaniter sålde handlade med slavflickor, medan Ibn al-Faqih vid samma tid uppgav slavflickor bland al-Andalus exportvaror till Nordafrika; många av dessa, även manliga slavar, kom från norra Spanien.
Slavhandeln i Al-Andalus minskade i takt med dess krympande makt och territorium, men fortsatte fram till dess slutgiltiga erövring 1492. Barbareskpiraternas slavhandel från Nordafrika har kallats för morernas hämnd på Spanien, då den utgick från Nordafrika, dit många morer hade flytt när Al-Andalus erövrades av Spanien; utgick från just Nordafrika och påbörjades sedan de flytt dit. 
Slavhandeln av saqaliba till al-andalus dog ut efter Sevillas fall 1248.
Efter att slavhandeln med Prag dog ut på 1000-talet, blev galicier, berber och afrikaner de vanligaste kategorierna slavar.

### Slavhandeln från Europa
Saqaliba var en muslimsk medeltida term för europeiska slavar. Koranen legitimerade förslavandet av icke-muslimer, som importerades kommersiellt, togs som krigsfångar (ghanima), eller togs i slavräder (razzia).
Saqaliba-slavar importerades från Centraleuropa och Balkanhalvön via Verdun och Arles genom judiska entreprenörer. 
Dessa slavar ska enligt traditionell uppgift ha blivit inköpta av andalusiska judiska köpmän i Prag, och sedan förts till Al-Andalus över Frankrike. 
Slavarna bestod av hedniska slaver från östra Europa, som i egenskap av hedningar betraktades som legitima slavar även av kristna, som inte hindrade export av hedningar som slavar till den muslimska världen. 
Under 700- och 800-talen uppges frankiska adelsmän ha sålt sina livegna till judiska slavhandlare som sålde dem vidare till al-Andalus via Montpellier, och präster uppges ha deltagit i denna handel fram till 1400-talet.
Under Karl den stores regeringstid uppmärksammades de frankiska baronernas handel med sina livegnas barn som slavar via judiska slavhandlare.

Under 800-talet är det dokumenterat att judiska och muslimska köpmän köpte kristna slavar från norra Spanien och hedniska slavar från Östeuropa och transporterade dem till al-Andalus och vidare därifrån till övriga Mellanöstern.

Judiska slavhandlare omtalas ha varit verksamma i Frankrike under 800-talet, men det är inte bekräftat att de handlade med kristna frankiska slavar.
Under 900-talet beskrev Ibn Hawqal, i engelsk översättning: "A well-known article of exportation consists of slaves; boys and girls taken from France and Gallicia, as well as Slav eunuchs. all the slav eunuchs that one finds on the face of the earth come from Spain [sic]. One forces them to undergo castration in this country: the surgery is done by Jewish merchants".
Slavhandeln mellan al-Andalus och Prag dog ut under 1000-talet, då slaverna alltmer övergick till kristendomen och tillgången till hedningar att förslava minskade. 
De judiska slavhandlarna minskade när slavhandeln med Prag försvann eftersom judarna främst hade handlat med hedniska slavar från Europa och i mindre grad varit inblandad i slavhandeln från Afrika; de handlade heller inte med kristna slavar från Spanien, som från 1000-talet blev de vanligaste europeiska slavarna i Al-Andalus.
Europeiska slavar exporterades från slavmarknaden i al-Andalus vidare till den övriga muslimska världen.

Källan till dessa slavar tunnades ut alltmer sedan Polen och det övriga östra Europa blev kristet efter 900-talet. 

### Slavräder mot det kristna Iberien
Under reconquistan förekom ett konstant krig mellan de kristna och muslimska staterna på den iberiska halvön. Både kristna och muslimer uppfattade personer av motsatt religion som legitima att ta som slavar, och på båda sidor förekom förslavande av personer ur motståndarsidan. Muslimska staters räder över kristet territorium utgjorde en vanlig källa för slavar till Al-Andalus. 
Denna källa till slavar fortsatte fram till Al-Andalus slutliga undergång genom Emiratet Granadas erövring 1492. 

### Trans-sahariska slavhandeln
Al-Andalus var formellt länge en del av Abbasidkalifatet och sedan av almoravidernas och almohadernas riken, som alla utbredde sig över Mellanöstern och Nordafrika och gav Al-Andalus direktkontakt med handelsvägarna längs karavanlederna i Sahara. Slavar från det icke muslimska Afrika importerades till Al-Andalus via den Transsahariska slavhandeln.

## Slavmarknaden
Den andalusiska slavmarknaden fungerade enligt samma regler som var normalt i den muslimska världen i stort. Den rådde dock en viss rasistisk hierarki mellan slavarna i Al-Andalus: slavar värderades olika utifrån deras hudfärg, där personer med vit hudfärg såldes för högre priser än mörkhyade personer, och det reflekterade också de uppgifter de fick som slavar, där mörkhyade slavar ofta fick sämre och mindre kvalificerade arbeten än ljushyade. En annan faktor var att barn föredrogs som slavar: slavägarna fick därmed möjlighet att utbilda och uppfostra barnen för den uppgift som slavar de hade valts ut för. 
Slavar delades upp utifrån "ras", kön och ålder, något som också påverkade priset; år 912 kostade exempelvis en svart manlig slav 200 dirham, medan en svart kvinnlig slav från Nubien kostade 300 dirham i guld. 
De flesta slavar köptes vid en genomsnittsålder på elva år.
Slavarna kategoriserades utifrån olika etniska prisklasser i skala utifrån ett formulär skrivet av Abu Muhammad Abd Allah i Cordoba, där kvaliteten klassificerades enligt en skala av etnicitet: den främsta och dyraste kategorin utgjordes av galicier; därefter av katalaner och slutligen sudaneser (svarta afrikaner). 
Ett formulae för försäljning av slavar från Galicien - de flesta kvinnor - finns bevarat av juristen Ibn Mughith (d 1067) från Toledo. 
Domaren Ibn Sahl från Cordoba på 1000-talet listar priset för en vit slavinna som samma pris för en häst, 28 dinarer, medan en svart slav kunde köpas för 160, samma pris som för ett hus.
I den muslimska världen användes kvinnor som tjänare i hushållet och konkubiner, medan manliga användes för tjänare i hushållet eller militärt slaveri, och kvinnor var i allmänhet dyrare.
Kalif Abd-al Rahman III ägde 3 750 slavar, hade 6 300 kvinnor i sitt harem och 13 750 slavsoldater.

### Kvinnliga slavar
Det finns beskrivningar om hur slavhandlarna framställde slavarna på marknaden för högst pris. Ett dokument från 1100-talet beskriver hur slavhandlare smorde in mörkhyade slavflickor med smink för att göra den blekare och färgade mörkt hår blont, och hur slavflickor instruerades att flirta och kläddes i genomskinliga kläder för att attrahera köpare; de kläddes i olika färger för att framhäva deras hy på bästa sätt, och det noteras att vita slavflickor kläddes i rosa genomskinliga kläder och svarta slavflickor i gult eller rött. 
Vita kvinnliga slavar angavs ofta komma från Persien, Kurdistan, Bysans, Spanien eller Armenien, och svarta slavinnor från Etiopien, Sudan eller Indien, och de dyraste slavinnorna var de som hade utbildats i ämnen som gjorde dem underhållande, så som astrologi, matematik, fiqh, historia, poesi eller sång. 
Vita flickor utan utbildning kostade 1 000 dinarer i guld, och vita flickor utbildade till sångare 14 000 dinarer.
Så som var normalt i den muslimska världens slavmarknad uppdelades kvinnliga slavar i huvudsak i två kategorier, och avdelades antingen för arbete som tjänstefolk eller för sexuellt slaveri (konkubiner eller prostitution).
Under 1200-talet kategoriserade juristen al-Saqati slavkvinnor utifrån deras etniciteter, och kallade berberna kurviga; turkarna som goda barnafödare av modiga söner; kristna som försiktiga med pengar och hushåll; afrikanska kvinnor som goda ammor, och så vidare.
I den muslimska världen skulle en kvinna helst inte lämna hemmet, och även fattiga muslimska kvinnor i städerna gjorde detta enbart när de skulle göra inköp på marknaden, och inte hade en slav som kunde göra det åt dem. Muslimska kvinnor arbetade inte, även om de fattigaste muslimska kvinnorna ibland kunde ägna sig åt hemproducering och sälja sina produkter på marknaden. 
Det var därför inte möjligt för muslimska kvinnor att arbeta som tjänsteflickor, som i Europa. Därför användes slavkvinnor som tjänstefolk. 
Kvinnor användes även som sexslavar för haremen. Kvinnliga sexslavar kallades konkubiner (jariya eller djariya). 
Sexualiseringen av slavinnor byggde på en sexualisering av kvinnor överlag, något som i sin tur utgick från kvinnors tillvaro som enbart hänvisade till harem, utan några andra uppgifter i samhället.
Ibn Hazm kommenterade, i engelsk översättning: "as for the reason why this instinct [this preoccupation with sexual matters] is so deeply rooted in women, I see no other explanation than that they have nothing else to fill their minds, except loving untion and what brings it about, flirting and how it is done, intimacy and the various ways of acheiving it. This is their sole occupation, and they were created for nothing else".
Kungliga harem kunde i vissa fall innehålla hundratals konkubiner. Vita kvinnor uppgavs uppbringa ett högre pris som konkubiner på slavmarknaden. Det är känt att många av de andalusiska monarkerna hade en vit slavkvinna till mor. Som en följd av detta uppges många monarker färga sitt blonda hår svart för att framstå som mer arabiska. 
Blonda eller rödhåriga flickor från Galicien eller Frankrike (i praktiken Europa norr om Pyrenéerna) var särskilt uppskattade som slavkonkubiner och utgjorde därför ofta kvinnorna i de kungliga haremen, något som fick till resultat att många av kaliferna fick färger som inte ansågs arabiska: Abd al-Rahman I beskrivs som blond; Hisham I som vit med rött hår; Muhammed I (regerade 852-886) ska ha haft ett "rosa ansikte"; Abd Allah b. Muhammed (regerade 888-912) som en man med vit hy, rosa ansikte, blå ögon och blont hår; och Abd al-Rahman III (regerade 912-961) ska ha haft vit hy, blont hår och blå ögon; detta uppfattades som ett problem i al-Andalus där den arabiska etniciteten hade högst status, och flera muslimska överklassmän, bland dem kaliferna själva, som fått för ljusa färger på grund av påbrå från vita slavinnor, ska ha färgat sitt hår svart för att få ett mer stereotypt "arabiskt" utseende.
Utöver konkubiner användes slavinnor i den muslimska världen även för prostitution. 
Den berömda så kallade "Andalusiska kärlekspoesin", så som kärleksepisteln av faqih Abu Bakra al-Bardai, or kärleksdikten av al-Saraquesti Ibn al-Astarkuwi, var i allmänhet skriven till slavflickor, då män över huvud taget inte kunde träffa fria kvinnor som de inte redan var gifta med eller släkt med.
I Al-Andalus levde den arabiska traditionen med qiyan-artister. Muslimska kvinnor fick inte arbeta som artister i den muslimska världen, och det var därför slavinnor som utbildades till att bli sångerskor, musikanter och recitatörer av poesi. Dessa slavinnor uppträdde inför sin ägares ibland betalande manliga gäster, och skulle inte som muslimska kvinnor leva begränsade till haremen. 
Slavinnor utbildade till att bli artister såldes för högre pris än någon annan kategori slavar. 
I Al-Andalus förekom det även att slavinnor utbildades till andra yrken, så som i medicinska kunskaper, kopister och sekreterare. Detta var yrken ingen muslimsk kvinna, som förväntades leva begränsad till ett harem, kunde utöva, men slavinnor kunde läras upp till att utföra dessa yrken åt sin ägare.
Maria Luisa Avila har påpekat att de uppmärksammade kvinnliga läkare, kopister och andra yrkeskvinnor som var verksamma i al-Andalus, i allmänhet var slavinnor, då fria muslimska kvinnor (muhsan) i så stor utsträckning som möjligt förväntades leva segregerade från män och samhället och därmed inte kunde lämna sina hem för att ägna sig åt dessa yrken. Ett föreskrift från 1100-talets Sevilla beskrev begränsningen av fria muslimska kvinnor, i engelsk översättning: "Only good and trusthworthy men, known among such people, may be allowed to have dealings with women in buying and selling. The tradespeople must watch over this carefully. ... on festival days men and women shall not walk on the same path when they go to cross the river...The contractor of hostelries for trades and travelers should not be a woman, for this is indeed fornication. prostitues [always slave girls] must be forbidden to stand bareheaded outside the houses. They must be stopped from coquetry and party making among themselwes, even if they have been perimtted to do this [by their masters]..."

#### Kungliga harem
Det mesta berömda haremet i Al-Andalus är kanske det i Kalifatet Córdoba (929-1031). Dess organisation byggde på Abbasidernas harem. 
Kalifen i Cordoba kunde ha tusentals slavkonkubiner i sitt harem. Konkubinerna var ofta Saqaliba-slavar (européer), då deras bleka hy betraktades som vacker.
Konkubinerna (jawaris) bildades i många olika kunskaper för att attrahera kalifen, i allt från musik och litteratur till medicin. En konkubin som födde ett barn uppnådde status som umm walad, vilket innebar att hon automatiskt blev fri när hennes ägare avled. 
Manliga Saqaliba-slavar användes som soldater, tjänare och en mängd andra uppgifter, men kunde också bli eunucker i haremet. 
Haremet i Emiratet Granada (1238-1492) byggde i sin tur på Cordobas haremsmodell. Monarkerna ur nasridernas dynasti gifte sig normalt med sina kusiner (al-hurra). Utöver sina lagliga hustrur (zawŷ) hade de även ett valfritt antal konkubiner (slavar). Konkubinerna (ŷawārī, mamlūkāt) var normalt kristna kvinnor (rūmiyyas) som köpts av slavhandlare eller kidnappats under expeditioner mot de kristna rikena i norra Spanien. En konkubin som hade fött ett barn erkänt av deras ägare som sitt kallades ummahāt al-awlād och blev fri (hurra) efter sin ägares död.

### Manliga slavar
Så som var normalt i den muslimska världens slavmarknad uppdelades manliga slavar i kategorierna män och eunucker. 
Vissa valdes ut att bli kastrerade och gjorde till eunucker. Dessa tilldelades administrativa uppgifter i palatset, både inom och utanför haremet. 
Män som inte kastrerades blev ofta slavsoldater. 
Män kunde också tilldelas många andra uppgifter, i palatsbetjäningen eller som hantverkare.
Vissa slavpojkar kastrerades för att bli eunucker; icke kastrerade slavpojkar kunde väljas till att bli slavsoldater, och placerades då för att uppfostras militärt i militärbaracker.
Inte endast flickor kunde bli sexuella slavar: även vissa pojkar valdes ut till sexuella objekt, varav ett känt exempel är kalifen Abd-al-Rahman III:s kristna slavpojke Pelayo.